# Aristodemos (Sohn des Aristokrates)
Aristodemos (altgriechisch Ἀριστόδημος) war ein legendärer Herrscher von Arkadien und Orchomenos aus dem Geschlecht der Kypseliden in der archaischen Zeit in der 2. Hälfte des 7. Jahrhunderts v. Chr. Seine Historizität ist nicht gesichert. 
Er war der Sohn des arkadischen Königs Aristokrates und der Bruder der Eristheneia, die Prokles, den Tyrann von Epidauros, heiratete. Diogenes Laertios, der als Quelle das Werk Über die Herrschaft des Herakleides Pontikos angab, sagte, dass Aristokrates und Aristodemos über fast ganz Arkadien herrschten. Da Pausanias berichtete, dass die Arkader nach dem Tod des Aristokrates entschieden, dass kein Kypselide mehr König werden dürfe, versteht man dies so, dass Aristodemos eine Zeit lang Mitregent seines Vaters war. Nach Polybios soll, nachdem man Aristokrates wegen seines Verrates zu Tode gesteinigt hatte, auch das gesamte Geschlecht der Kypseliden ausgelöscht worden sein – also auch Aristodemos.